# Romanel-sur-Morges
Romanel-sur-Morges är en ort och kommun i distriktet Morges i kantonen Vaud, Schweiz. Kommunen har 462 invånare (2023).